# Juliette Goglia
Juliette Rose Goglia (Los Angeles, 22 settembre 1995) è un'attrice statunitense.

## Biografia
Nata nel 1995, è la figlia del disegnatore Carmine Goglia e dell'attrice Susan Stokey e la sorella minore dell'attrice Emily Goglia.
Inizia la sua carriera nel 2004 soprattutto in serie televisive. Nello stesso anno, lavora in film per il cinema come Garfield - Il film.
Negli anni successivi, partecipa a serie televisive come Raven, E.R. - Medici in prima linea e Desperate Housewives.

## Filmografia

### Cinema
- Garfield - Il film (Garfield: The Movie), regia di Peter Hewitt (2004)
- Crazylove, regia di Ellie Kanner (2005)
- Il ritorno della scatenata dozzina (Cheaper by the Dozen 2), regia di Adam Shankman (2005)
- Fired Up! - Ragazzi pon pon (Fired Up!), regia di Will Gluck (2009)
- Easy Girl (Easy A), regia di Will Gluck (2010)
- Amicizia a rischio (Inside Out), regia di Artie Mandelberg (2011)
- Stakeout, regia di Kit Pongetti – cortometraggio (2012)
- Young Paul Ryan, regia di Ryan Perez – cortometraggio (2012)
- The Way You Look Tonight, regia di John Cerrito (2019)

### Televisione
- Joan of Arcadia – serie TV, 8 episodi (2003-2005)
- Squadra Med - Il coraggio delle donne (Strong Medicine) – serie TV, episodio 4x20 (2004)
- Due uomini e mezzo (Two and a Half Men) – serie TV, episodi 1x15-1x16 (2004)
- Il coraggio di ricominciare (The Long Shot), regia di Georg Stanford Brown – film TV (2004)
- Raven – serie TV, episodi 3x02-3x03 (2004)
- Washington Street, regia di Andrew D. Weyman – film TV (2005)
- E.R. - Medici in prima linea (ER) – serie TV, episodio 12x07 (2005)
- Desperate Housewives – serie TV, episodi 3x09-3x10 (2006)
- Vanished – serie TV, episodi 1x02-1x06-1x12 (2006)
- 3 libbre (3 lbs) – serie TV, episodio 1x05 (2006)
- Haversham Hall, regia di Dennie Gordon – film TV (2006)
- CSI - Scena del crimine (CSI: Crime Scene Investigation) – serie TV, episodi 6x18-8x07 (2006-2007)
- Veronica Mars – serie TV, episodio 3x13 (2007)
- A Grandpa for Christmas, regia di Harvey Frost – film TV (2007)
- Ugly Betty – serie TV, episodi 1x23-2x06-2x11 (2007-2008)
- Hannah Montana – serie TV, episodio 2x21 (2008)
- Private Practice – serie TV, episodio 2x20 (2009)
- The Quinn-tuplets, regia di Mimi Leder – film TV (2010)
- Past Life – serie TV, episodio 1x04 (2010)
- A tutto ritmo (Shake It Up) – serie TV, episodio 1x10 (2011)
- Il risolutore (The Finder) – serie TV, episodio 1x07 (2012)
- Buona fortuna Charlie (Good Luck Charlie) – serie TV,  episodi 3x13-4x06 (2012-2013)
- The Michael J. Fox Show – serie TV, 22 episodi (2013-2014)
- Scandal – serie TV, episodio 3x17 (2014)
- TMI Hollywood – serie TV, episodio 6x05 (2015)
- Resident Advisors, regia di Ira Ungerleider – miniserie TV (2015)
- Mike & Molly – serie TV, episodi 6x09-6x10 (2016)
- Doubt - L'arte del dubbio (Doubt) – serie TV, episodio 1x05 (2017)
- I Was A Teenage Pillow Queen, regia di Bridget Moloney – cortometraggio TV (2018)
- The Neighborhood – serie TV, episodio 1x05 (2018)
- The Magicians – serie TV, episodio 5x04 (2020)
- NCIS - Unità anticrimine (NCIS) – serie TV, episodi 20x09-20x21-20x22 (2022-2023)

## Doppiatrici italiane
Nelle versioni in italiano delle opere in cui ha recitato, Juliette Goglia è stata doppiata da:
- Letizia Ciampa in Veronica Mars, CSI - Scena del crimine
- Emanuela D'Amico in Garfield - Il film
- Sara Di Gregorio in Desperate Housewives
- Virginia Brunetti in Fired Up! - Ragazzi pon pon.
- Gaia Bolognesi ne Il risolutore
- Tiziana Martello in Scandal
- Gemma Donati in NCIS - Unità anticrimine